# 産業動物
産業動物（さんぎょうどうぶつ）、あるいは経済動物（けいざいどうぶつ）は、その飼育が、畜主の経済行為として行われる動物の総称。ただし呼び方としては、家畜や家禽の方がより一般的である。対となる言葉に愛玩動物（ペット）がある。

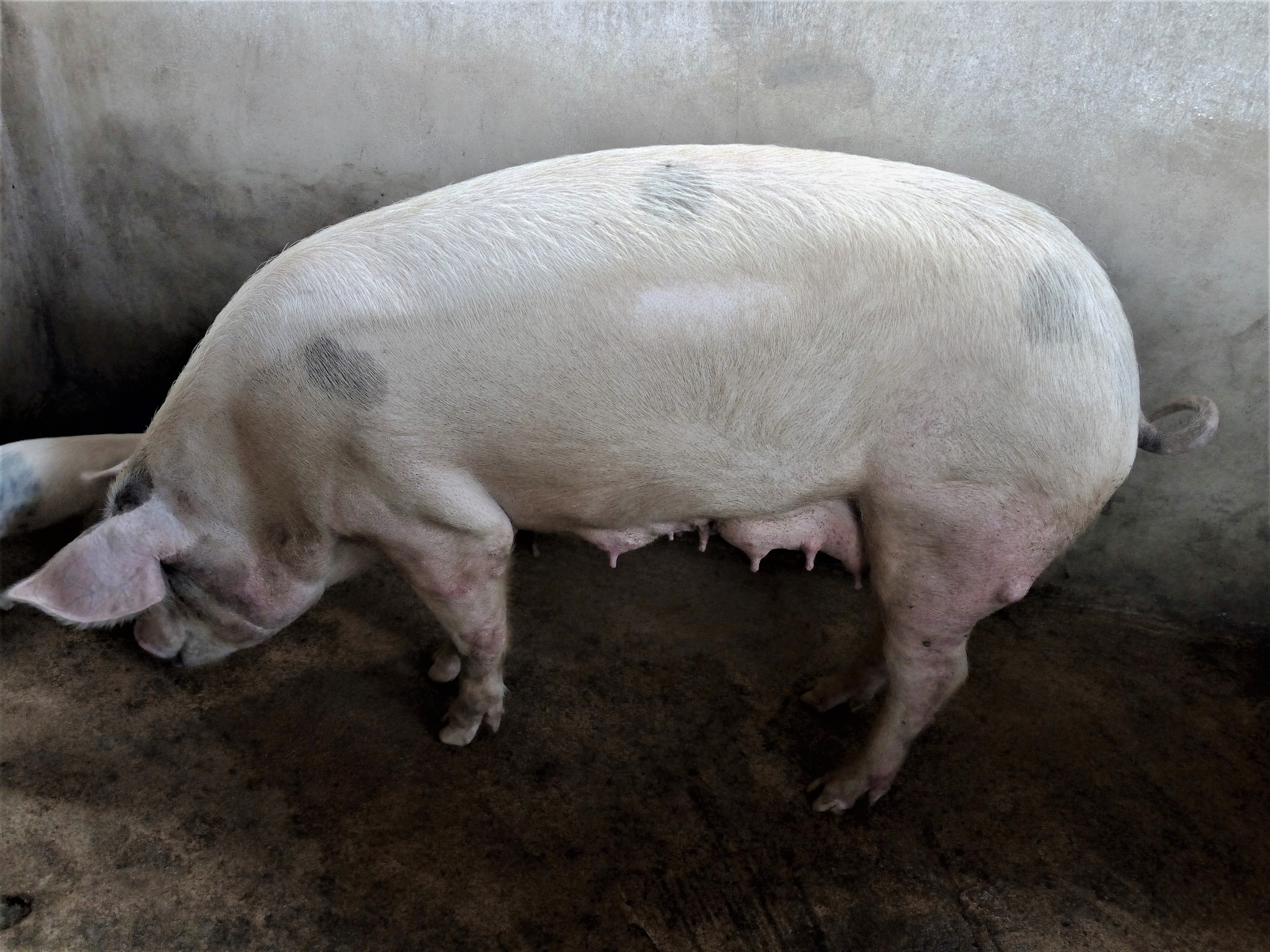
最も一般的な産業動物の1つであるブタ

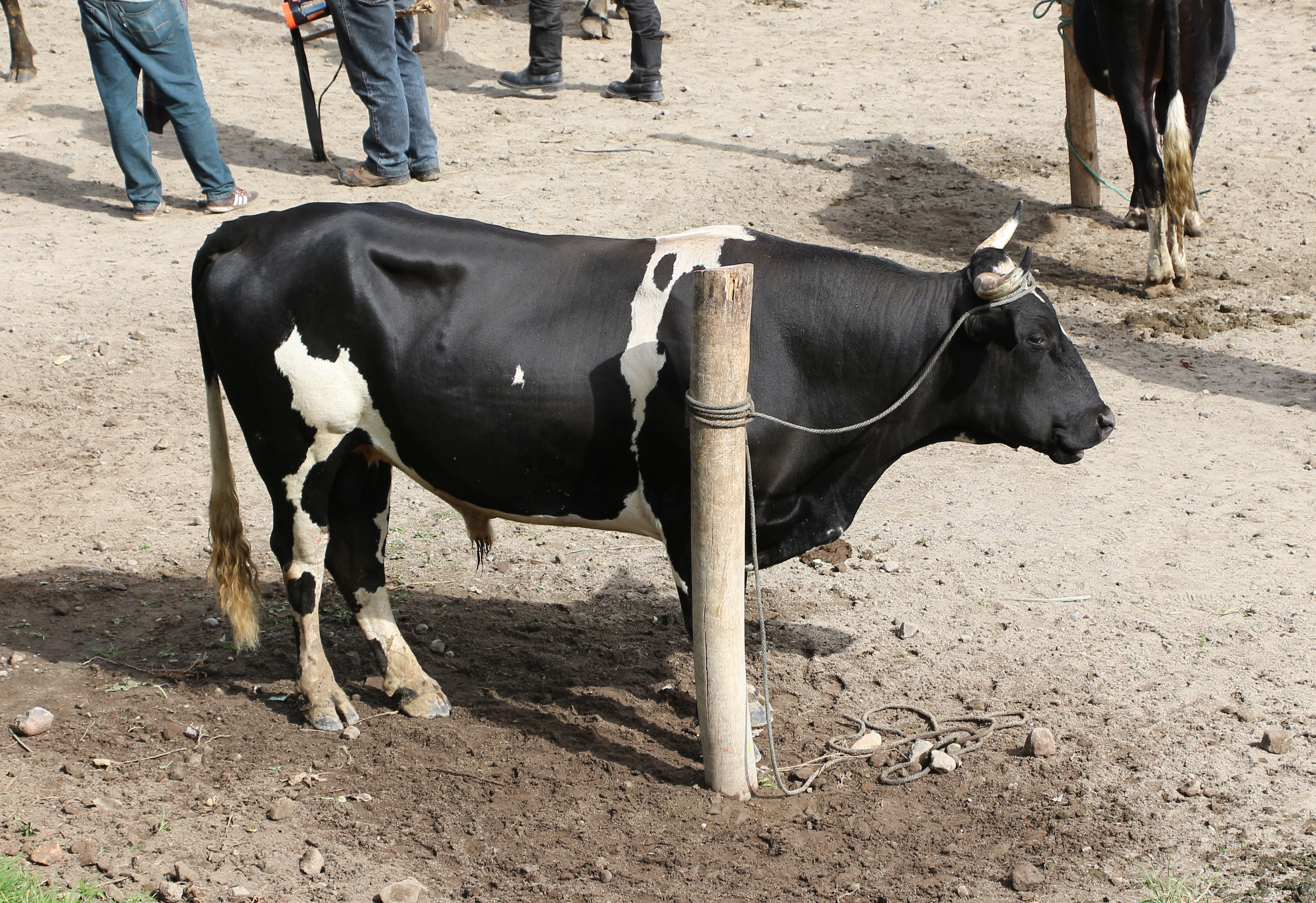
ウシ

狭義には牛・豚・馬・ヒツジ・山羊・鶏・アヒル・ミツバチなど、その生産物や労働力が人間にとって有用なものとなる動物たちを指す。広義には前記のような動物の他、観賞用の錦鯉など人の手によって繁殖を管理され、その商取引によって市場が形成されている動物までを含むこともある。
なお、日本の法令に「産業動物の飼養及び保管に関する基準」があり、ここでの定義は「産業等の利用に供するため、飼養し、又は保管しているほ乳類及び鳥類に属する動物をいう。」となっている。